# مركز كليرفونتين

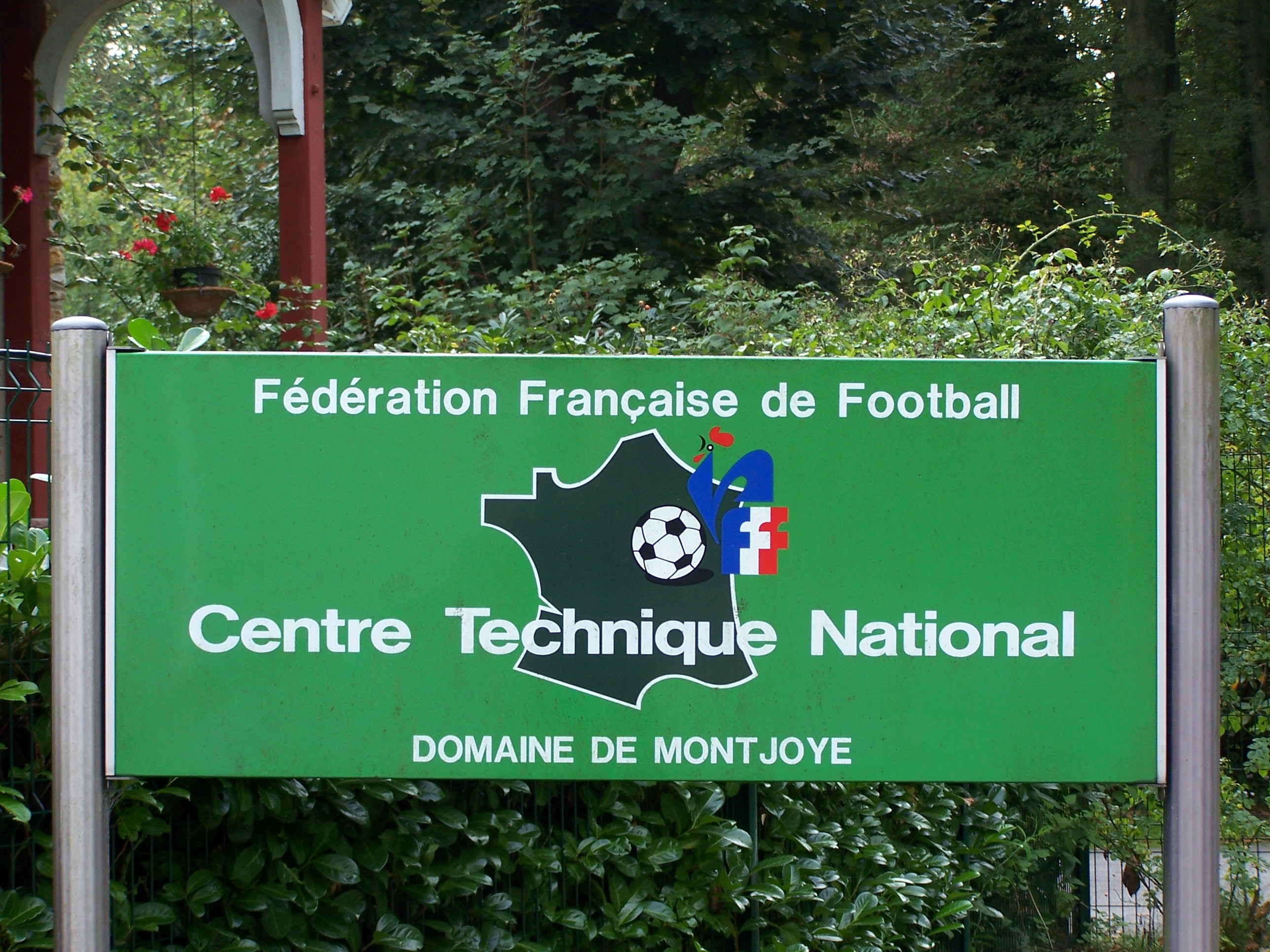
تعليق

مركز فيرناند ساستر الوطني التقني يتم اختصار إلى اسم كليرفونتين أحد مراكز النخبة التسعة لكرة القدم الفرنسية . أفضل مواهب كرة القدم الفرنسية يتدربون في كليرفونتين . أبرز اللاعبين الذين تخرجوا من هذا المركز نيكولاس أنيلكا ، لويس ساها ، ويليام غالاس ، وتيري هنري .